# Lijst van burgemeesters van Doesburg
Dit is een lijst van burgemeesters van de Nederlandse gemeente Doesburg in de provincie Gelderland.
| Ambtsperiode | Naam                                     | Partij of stroming | Bijzonderheden                                                                                             |
| ------------ | ---------------------------------------- | ------------------ | --- |
| 1704 – 1709  | Barent Rasch                             |                    | |
| 1714 – 1727  | Johan Rasch                              |                    | |
| 1727 – 1749  | Willem Vles                              |                    | schoonzoon van Barent Rasch                                                                                |
| 1749 –       | Alexander Hendrik van der Capellen       |                    | |
| 1773 – 1788  | mr. Barthold van Hasselt                 |                    | |
| 1788 – 1794  | mr. Bernardus Johannes Rasch             |                    | kleinzoon van Barent Rasch en schoonvader van mr. Barthold van Hasselt                                     |
| 1810 – 1816  | mr. Everhard Alexander Ver Huell         |                    | |
| 1816         | mr Bernardus Johannes Rasch              |                    | president burgemeester                                                                                     |
| 1816? – 1840 | mr. J.A. Tengbergen                      |                    | |
| 1840 – 1857  | mr. Willem Cornelis Ketjen               |                    | |
| 1857 – 1872  | mr. F.J.W. baron van Pallandt van Keppel |                    | |
| 1872 – 1879  | Arnout Cornelis Théodore Gevers Leuven   |                    | |
| 1879 – 1891  | F.E.K. Stoelman                          |                    | |
| 1891 – 1893  | Willem (W.) Voormolen                    |                    | |
| 1893 – 1894  | jhr. Willem Laman Trip                   |                    | |
| 1894 – 1914  | Willem Cornelis Cats                     |                    | |
| 1914 – 1944  | jhr. mr. Gerard Arnold Adriaan Nahuys    |                    | |
| 1944 – 1945  | Lambertus Hendrik van Rijn               | NSB                | waarnemend                                                                                                 |
| 1945 – 1946  | Joh. Nieuwenhuis                         | SDAP               | waarnemend                                                                                                 |
| 1946 – 1956  | R.W. Keiser                              |                    | |
| 1956 – 1962  | Mr H.N.C. baron Tuyll van Serooskerken   | PvdA               | |
| 1962 – 1967  | jhr. mr. Conradin Flugi van Aspermont    | PvdA               | 1964 – 1967 tevens waarnemend burgemeester van Rozendaal, met ziekteverlof in 1967, † Nijmegen 15 mei 1968 |
| 1967 – 1969  | I.N.Th. Diepenhorst                      | CHU                | waarnemend                                                                                                 |
| 1969 – 1980  | Huib (H.V.) van Walsum                   | PvdA               | |
| 1980         | Jan (J.) Slot                            | CDA                | waarnemend                                                                                                 |
| 1980 – 1991  | Jack (J.A.N.) Patijn                     | PvdA               | |
| 1991 – 2008  | Hermen (H.G.) Overweg                    | PvdA               | |
| 2008 – 2010  | Kees (C.J.G.) Luesink                    | GroenLinks         | met ziekteverlof in 2010                                                                                   |
| 2010 – 2011  | Petronella (Ella) Schadd-de Boer         | PvdA               | waarnemend                                                                                                 |
| 2011 – 2014  | Kees (C.J.G.) Luesink                    | GroenLinks         | wegens ziekte afgetreden op 11 december en overleden op 27 december 2014                                   |
| 2014 – 2015  | Gosse (G.H.W.) Noordewier                | PvdA               | waarnemend                                                                                                 |
| 2015 – heden | Loes (L.W.C.M.) van der Meijs            |                    | |